# دونالد آلیون اینیس
دونالد آلیون اینیس (انگلیسی: Donald Innis؛ زادهٔ ۱ ژانویهٔ ۱۹۳۱) معمار اهل ایالات متحده آمریکا است.